# (4904) Makio
(4904) Makio (1989 WZ) – planetoida z pasa głównego asteroid okrążająca Słońce w ciągu 3,69 lat w średniej odległości 2,39 j.a. Odkryta 21 listopada 1989 roku.